# Бластома

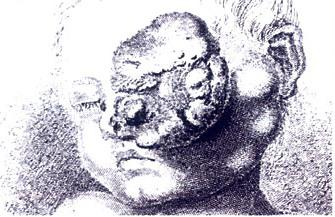
Зарисовка большой ретинобластомы

Бластома — недифференцированная или низкодифференцированная злокачественная опухоль эмбрионального происхождения. Типичными примерами бластомных опухолей являются нейробластома, нефробластома (опухоль Вильмса), тератобластома, ретинобластома.
Часто термин «бластома» употребляют в более широком смысле, обозначая им любое злокачественное новообразование.